# Diocesi di Nagoya
La diocesi di Nagoya (in latino Dioecesis Nagoyaensis) è una sede della Chiesa cattolica in Giappone suffraganea dell'arcidiocesi di Osaka-Takamatsu. Nel 2021 contava 27.042 battezzati su 12.508.773 abitanti. È retta dal vescovo Michael Gorō Matsuura.

## Territorio
La diocesi comprende le prefetture di Aichi, Fukui, Gifu, Ishikawa e Toyama.
Sede vescovile è la città di Nagoya, dove si trova la cattedrale dei Santi Pietro e Paolo.
Il territorio è suddiviso in 57 parrocchie.

## Storia
La prefettura apostolica di Nagoya fu eretta il 18 febbraio 1922 con il breve In hac sublimi di papa Pio XI, ricavandone il territorio dalla prefettura apostolica di Niigata (oggi diocesi) e dall'arcidiocesi di Tokyo.
Il 16 aprile 1962 la prefettura apostolica è stata elevata a diocesi con la bolla Praefectura Apostolica di papa Giovanni XXIII.
Originariamente suffraganea dell'arcidiocesi di Tokyo, il 24 giugno 1969 è entrata a far parte della provincia ecclesiastica di Osaka (oggi Osaka-Takamatsu).

## Cronotassi dei vescovi
Si omettono i periodi di sede vacante non superiori ai 2 anni o non storicamente accertati.
- Joseph Reiners, S.V.D. † (28 giugno 1926 - 1941 dimesso)
  - Sede vacante (1941-1945)
- Peter Magoshiro Matsuoka † (13 dicembre 1945 - 26 giugno 1969 ritirato)[1]
- Aloysius Nobuo Soma † (26 giugno 1969 - 5 aprile 1993 ritirato)
- Augustinus Jun-ichi Nomura (5 aprile 1993 - 29 marzo 2015 ritirato)
- Michael Gorō Matsuura, dal 29 marzo 2015

## Statistiche
La diocesi nel 2021 su una popolazione di 12.508.773 persone contava 27.042 battezzati, corrispondenti allo 0,2% del totale.
| anno | popolazione | popolazione | popolazione | presbiteri | presbiteri | presbiteri | presbiteri                | diaconi | religiosi | religiosi | parrocchie |
| anno | battezzati  | totale      | %           | numero     | secolari   | regolari   | battezzati per presbitero | diaconi | uomini    | donne     | parrocchie |
| ---- | ----------- | ----------- | ----------- | ---------- | ---------- | ---------- | ------------------------- | ------- | --------- | --------- | ---------- |
| 1950 | 2.521       | 8.563.425   | 0,0         | 49         | 6          | 43         | 51                        |         | 15        | 8         | 13         |
| 1970 | 14.004      | 9.707.655   | 0,1         | 106        | 20         | 86         | 132                       |         | 93        | 226       | 38         |
| 1980 | 18.382      | 11.126.031  | 0,2         | 148        | 22         | 126        | 124                       |         | 164       | 269       | 49         |
| 1990 | 22.336      | 11.828.058  | 0,2         | 135        | 19         | 116        | 165                       | 1       | 158       | 224       | 49         |
| 1999 | 24.263      | 12.230.000  | 0,2         | 138        | 20         | 118        | 175                       | 1       | 151       | 214       | 64         |
| 2000 | 24.455      | 12.291.089  | 0,2         | 139        | 21         | 118        | 175                       |         | 145       | 207       | 66         |
| 2001 | 24.406      | 12.302.916  | 0,2         | 136        | 19         | 117        | 179                       |         | 139       | 203       | 66         |
| 2002 | 25.155      | 12.346.379  | 0,2         | 114        | 16         | 98         | 220                       | 2       | 120       | 212       | 63         |
| 2003 | 24.867      | 18.187.820  | 0,1         | 131        | 16         | 115        | 189                       | 1       | 142       | 216       | 63         |
| 2004 | 25.380      | 12.409.860  | 0,2         | 128        | 16         | 112        | 198                       |         | 133       | 205       | 63         |
| 2013 | 26.666      | 12.379.569  | 0,2         | 115        | 20         | 95         | 231                       | 3       | 116       | 152       | 60         |
| 2016 | 27.030      | 12.505.688  | 0,2         | 132        | 22         | 110        | 204                       | 3       | 126       | 152       | 58         |
| 2019 | 27.353      | 12.515.000  | 0,2         | 128        | 21         | 107        | 213                       | 3       | 127       | 192       | 57         |
| 2021 | 27.042      | 12.508.773  | 0,2         | 120        | 22         | 98         | 225                       | 3       | 113       | 138       | 57         |